# Eurovision Song Contest 2021

Länder som deltog i finalen.
Länder som inte tog sig till final.
Länder som tävlat förut men inte deltog 2021.

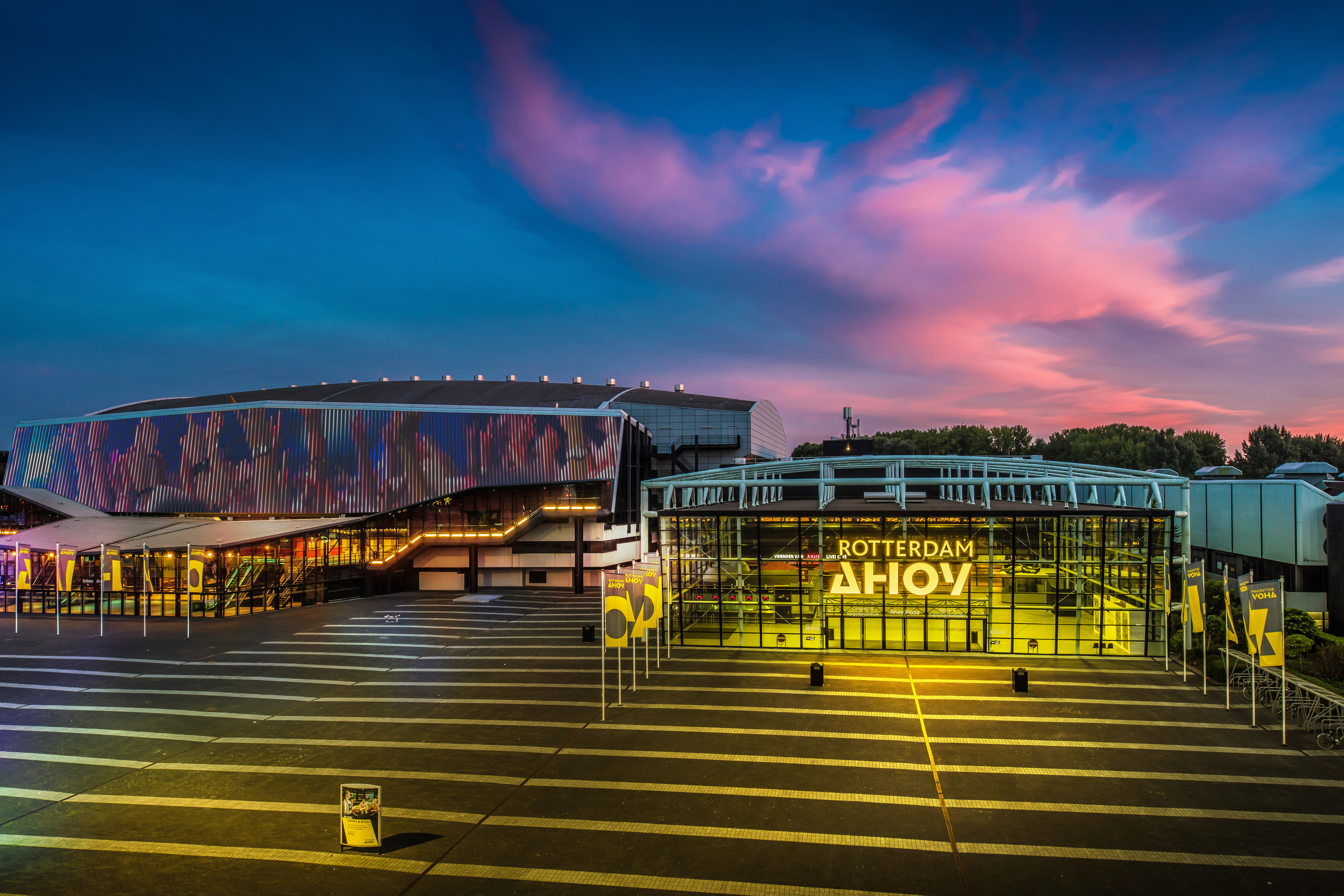
Värdarenan Rotterdam Ahoy.

Eurovision Song Contest 2021 var den 65:e upplagan av musiktävlingen Eurovision Song Contest och hölls i Rotterdam i Nederländerna, efter att Duncan Laurence vunnit tävlingen 2019 med låten Arcade. Vinnare blev Italien med bidraget "Zitti e buoni", framfört av Måneskin.
European Broadcasting Union (EBU) valde den 18 mars 2020 att ställa in Eurovision Song Contest 2020 på grund av coronaviruspandemin och istället skjuta fram tävlingen till år 2021. EBU meddelade den 20 mars 2020 att de bidrag som skulle ha representerat de tävlande länderna i 2020 års upplaga av Eurovision Song Contest inte kommer tillåtas tävla i Eurovision Song Contest 2021. Varje lands tävlande medlemsorganisationer fick istället välja ut ett nytt bidrag med en artist/flera artister som skulle tävla i Eurovision Song Contest 2021. Därför kom Sverige inte att representeras av bidraget Move med musikgruppen The Mamas, som hade vunnit Melodifestivalen 2020. SVT valde istället ut ett nytt tävlingsbidrag med en ny artist/nya artister i Melodifestivalen 2021.
39 länder deltog i tävlingen. Bulgarien och Ukraina kom tillbaka efter sin frånvaro från tävlingen 2019, medan Armenien, Ungern och Montenegro inte återvände efter sitt deltagande 2019. Belarus hade valt artist och bidrag, men deras två tilltänkta låtar bedömdes båda innehålla politiska budskap, vilket ledde till att landet diskvalificerades från tävlan i Rotterdam.
Det blev det första året sedan 1995, och även sedan reglerna att bidragen måste framföras på nationalspråket togs bort, som finalens topp tre inte innehöll några engelskspråkiga bidrag. Italien vann tävlingen för tredje gången, där förra tillfället var 1990. För andra gången sedan systemet med Big Five infördes 2000, segrade en sådan medlem. Det tidigare tillfället var 2010. Tvåan Frankrike och tredjeplacerade Schweiz fick sina bästa placeringar sedan 1991 respektive 1993. Sverige hamnade utanför de sju bästa placeringarna för första gången sedan 2013 med sin fjortonde plats.

## Format

### Tema
Den 18 september 2020 bekräftade EBU att den planerade logotypen och designen för Eurovision Song Contest 2020 ska användas i 2021 års upplaga av tävlingen. Detsamma gällde sloganen "Open Up". Den uppdaterade logotypen presenterades den 4 december 2020.

### Programledare
Den 18 september bekräftade EBU att programledarna för 2020 års upplaga kommer att leda 2021 års tävling, nämligen skådespelaren och programledaren Chantal Janzen, sångaren och kommentatorn Jan Smit, sångaren Edsilia Rombley samt vloggaren Nikkie de Jager (NikkieTutorials). Nikkie de Jager var också programledare för tävlingens onlineinnehåll, såsom bakom-kulisserna-videor, som publicerades på YouTube.

### Datum
Den 15 juni 2020 offentliggjorde EBU att datumen för Eurovision Song Contest 2021 kom att bli den 18, 20 och 22 maj 2021.

### Plats
Eurovision Song Contest 2021 hölls i Rotterdam, Nederländerna i arenan som skulle anordna Eurovision Song Contest 2020 – Rotterdam Ahoy. Detta bekräftades i samband med Eurovision: Europe Shine a Light-evenemanget som sändes istället för Eurovision 2020. Den 1 april bekräftades det att en totalkapacitet på 3 500 åskådare ska kunna vara på arenan.

### Produktion
Eurovision Song Contest 2021 varen samproduktion mellan tre holländska TV-organisationer – AVROTROS, NOS och NPO – som var och en fick en annan roll. Sietse Bakker och Astrid Dutrénit var programmets exekutiva producenter, medan Emilie Sickinghe och Jessica Stam var vice exekutiva producenter.

### Scendesign
Sietse Bakker avslöjade[när?] att man planerade att använda 2020 års scendesign i 2021 års upplaga av tävlingen. Designen inspirerades av sloganen "Open Up" och av det typiska platta nederländska landskapet. Scendesignen skapades av tyska scendesignern Florian Wieder som också designade scenerna för åren 2011, 2012, 2015, 2017, 2018 och 2019. Till skillnad från Eurovision Song Contest 2019, där green room var placerad utanför huvuddelen av arenan, var green room i samma lokal som scenen och till skillnad från tidigare år med ett green room i arenan var ett green room istället över hela arenagolvet, eftersom det inte skulle finnas stående publik i arenan.

### Öppnings- och mellanakt
Den 4 maj 2021 släppte EBU information om öppnings- och intervallhandlingarna.
Den första semifinalen öppnades av Duncan Laurence och spelade "Feel Something", och sångaren Davina Michelle och skådespelerskan Thekla Reuten presenterades i en intervallhandling med titeln "The Power of Water", med fokus på Nederländernas historia om vattenförvaltning.
Den andra semifinalen öppnades av breakdansaren Redouan Ait Chitt (Redo) och sångskrivaren Eefje de Visser, med balettdansös Ahmad Joudeh och BMX-er Dez Maarsen som uppträdde under intervallet; handlingarna hade titlarna "Forward Unlimited" respektive "Close Encounter of a Special Kind".
Finalen öppnades med den traditionella flaggparaden där alla 26 finalister presenterades, tillsammans med musik producerad av den 16-åriga DJ Pieter Gabriel. Intervallhandlingarna inkluderade ett specialbeställt verk, "Music Binds Us", framfört av DJ Afrojack, sångarna Glennis Grace (som representerade Nederländerna 2005) och Wulf tillsammans med en symfoniorkester bestående av unga musiker från hela Nederländerna; intervallet "Rock the Roof", där sex tidigare Eurovision-vinnare – Lenny Kuhr (1969), Teach-In med Getty Kaspers (1975), Sandra Kim (1986), Helena Paparizou (2005), Lordi (2006) och Måns Zelmerlöw (2015) – framförde sina vinnande låtar på flera platser i Rotterdam; och Duncan Laurence, som framförde sin vinnande låt "Arcade" och sin nya singel "Stars". Under de sista sekunderna av omröstningen utfördes en dans med titeln "The Human Countdown".

## Deltagande länder
| Land           | TV-bolag           | Artist                | Bidrag                    | Språk               | Låtskrivare | Ref.   |
| -------------- | ------------------ | --------------------- | ------------------------- | ------------------- | --- | ------ |
| Albanien       | RTSH               | Anxhela Peristeri     | Karma                     | Albanska            | Kledi Bahiti, Olti Curri | [ 10 ] |
| Australien     | SBS                | Montaigne             | Technicolour              | Engelska            | Jess Cerro, Dave Hammer | [ 11 ] |
| Azerbajdzjan   | İTV                | Efendi                | Mata Hari                 | Engelska            | Luuk van Beers, Tony Cornelissen, Josh Earl, Amy van der Wel | [ 12 ] |
| Belgien        | VRT                | Hooverphonic          | The Wrong Place           | Engelska            | Alex Callier, Charlotte Forêt | [ 13 ] |
| Bulgarien      | BNT                | Victoria              | Growing Up Is Getting Old | Engelska            | Oliver Björkvall, Victoria Georgieva, Helena Larsson, Maya Nalani | [ 14 ] |
| Cypern         | CyBC               | Elena Tsagrinou       | El Diablo                 | Engelska            | Laurell Barker, Cleiton Sia, Thomas Stengaard, Jimmy Thörnfeldt | [ 15 ] |
| Danmark        | DR                 | Fyr & Flamme          | Øve os på hinanden        | Danska              | Laurits Emanuel | [ 16 ] |
| Estland        | ERR                | Uku Suviste           | The Lucky One             | Engelska            | Uku Suviste, Sharon Vaughn | [ 17 ] |
| Finland        | YLE                | Blind Channel         | Dark Side                 | Engelska            | Joel Hokka, Aleksi Kaunisvesi, Olli Matela, Niko Moilanen, Joonas Porko | [ 18 ] |
| Frankrike      | France Télévisions | Barbara Pravi         | Voilà                     | Franska             | Antoine Barrau, Lili Poe, Barbara Pravi | [ 19 ] |
| Georgien       | GPB                | Tornike Kipiani       | You                       | Engelska            | Tornike Kipiani | [ 20 ] |
| Grekland       | ERT                | Stefania              | Last Dance                | Engelska            | Arcade, Dimitris Kontopoulos, Sharon Vaughn | [ 21 ] |
| Irland         | RTÈ                | Lesley Roy            | Maps                      | Engelska            | Emelie Eriksson, Lukas Hällgren, Lesley Roy, Philip Strand | [ 22 ] |
| Island         | RÚV                | Daði og Gagnamagnið   | 10 Years                  | Engelska            | Daði Freyr Pétursson | [ 23 ] |
| Israel         | KAN                | Eden Alene            | Set Me Free               | Engelska            | Ron Carmi, Amit Mordechai, Ido Netzer, Noam Zlatin | [ 24 ] |
| Italien        | RAI                | Måneskin              | Zitti e buoni             | Italienska          | Victoria De Angelis, Damiano David, Thomas Raggi, Ethan Torchio | [ 25 ] |
| Kroatien       | HRT                | Albina                | Tick-Tock                 | Engelska, kroatiska | Tihana Buklijaš Bakić, Max Cinnamon, Branimir Mihaljević | [ 26 ] |
| Lettland       | LTV                | Samanta Tīna          | The Moon Is Rising        | Engelska            | Aminata Savadogo, Samanta Tīna, Oskars Uhaņs | [ 27 ] |
| Litauen        | LRT                | The Roop              | Discoteque                | Engelska            | Mantas Banišauskas, Robertas Baranauskas, Laisvūnas Černovas, Kalle Lindroth, Vaidotas Valiukevičius, Ilkka Wirtanen                                                         | [ 28 ] |
| Malta          | PBS                | Destiny               | Je Me Casse               | Engelska, franska   | Pete Barringer, Malin Christin, Amanuel Dermont, Nicklas Eklund | [ 29 ] |
| Moldavien      | TRM                | Natalia Gordienco     | Sugar                     | Engelska            | Mikhail Gutseriev, Filipp Kirkorov, Dimitris Kontopoulos, Sharon Vaughn | [ 30 ] |
| Nederländerna  | AVROTROS           | Jeangu Macrooy        | Birth Of A New Age        | Engelska, sranan    | Jeangu Macrooy, Pieter Perquin | [ 31 ] |
| Nordmakedonien | MRT                | Vasil                 | Here I Stand              | Engelska            | Vasil Garvanliev, Davor Jordanovski, Borče Kuzmanovski | [ 32 ] |
| Norge          | NRK                | TIX                   | Fallen Angel              | Engelska            | Andreas Haukeland, Mathias Haukeland, Emelie Hollow | [ 33 ] |
| Polen          | TVP                | Rafał                 | The Ride                  | Engelska            | Thomas Karlsson, Johan Mauritzson, Joakim Övrenius, Clara Rubensson | [ 34 ] |
| Portugal       | RTP                | The Black Mamba       | Love Is On My Side        | Engelska            | Pedro Caldeira | [ 35 ] |
| Rumänien       | TVR                | Roxen                 | Amnesia                   | Engelska            | Adelina Stîngă, Victor Bouroșu | [ 36 ] |
| Ryssland       | C1R                | Manizha               | Russian Woman             | Ryska, engelska     | Ori Avni, Ori Kaplan, Manizha Sanghin | [ 37 ] |
| San Marino     | SMRTV              | Senhit feat. Flo Rida | Adrenalina                | Engelska            | Joy Deb, Linnea Deb, Tramar Dillard, Suzi Pancenkov, Malou Linn Eloise Ruotsalainen, Kenny Silverdique, Thomas Stengaard, Jimmy Thörnfeldt, Chanel Tukia, Senhit Zadik Zadik | [ 38 ] |
| Schweiz        | SRG SSR            | Gjon's Tears          | Tout l'Univers            | Franska             | Wouter Hardy, Xavier Michel, Gjon Muharremaj, Nina Sampermans | [ 39 ] |
| Serbien        | RTS                | Hurricane             | Loco Loco                 | Serbiska            | Nemanja Antonić, Darko Dimitrov, Sanja Vučić | [ 40 ] |
| Slovenien      | RTVSLO             | Ana Soklič            | Amen                      | Engelska            | Charlie Mason, Žiga Pirnat, Bojan Simončič, Ana Soklič | [ 41 ] |
| Spanien        | RTVE               | Blas Cantó            | Voy a quedarme            | Spanska             | Blas Cantó, Dan Hammond, Dangelo Ortega, Leroy Sánchez | [ 42 ] |
| Storbritannien | BBC                | James Newman          | Embers                    | Engelska            | Conor Blake, Samuel Brennan, Tom Hollings, James Newman, Danny Shah | [ 43 ] |
| Sverige        | SVT                | Tusse                 | Voices                    | Engelska            | Joy Deb, Linnea Deb, Jimmy Thörnfeldt, Anderz Wrethov | [ 44 ] |
| Tjeckien       | ČT                 | Benny Cristo          | Omaga                     | Engelska            | Ben da Silva Cristóvão, Filip Vlček | [ 45 ] |
| Tyskland       | NDR                | Jendrik               | I Don't Feel Hate         | Engelska, tyska     | Christoph Oswald, Jendrik Sigwart | [ 46 ] |
| Ukraina        | Suspilne           | Go_A                  | Shum                      | Ukrainska           | Kateryna Pavlenko, Taras Shevchenko | [ 47 ] |
| Österrike      | ORF                | Vincent Bueno         | Amen                      | Engelska            | Tobias Carshey, Ashley Hicklin, Jonas Thander | [ 48 ] |

## Större händelser kring Eurovisionen

### Bidrag
Efter att EBU ställde in Eurovision 2020 undersökte de om man skulle kunna använda samma bidrag igen i Eurovision 2021, vilket skulle ha behövts diskuteras inom Eurovision Song Contests referensgrupp. Förslaget avslogs i och med att det bryter mot Eurovision Song Contests regler. Detta innebar att inga låtar från år 2020 fick användas i 2021 års upplaga.

### Exekutiv supervisor
I januari 2020 kungjorde EBU att svenske Martin Österdahl efterträder Jon Ola Sand som exekutiv supervisor, EBU:s högste ansvarige chef för Eurovision Song Contest efter 2020. Österdahl var exekutiv producent för Eurovision Song Contest i Sverige 2013 och 2016, och har varit medlem i Eurovision Song Contests referensgrupp mellan 2012 och 2018.

### Förinspelad kör
Den 18 juni 2020 tillkännagav EBU att förinspelad körsång skulle tillåtas 2021. Användningen av inspelad körsång var helt valfritt. Varje delegation kunde välja att använda bakgrundssångare, vare sig de är på eller utanför scenen. En kombination av live och inspelad kör och sång var också tillåtet. All huvudsång som utgör melodin i låten, inklusive eventuell användning av en så kallad ”lead dub”, skulle fortfarande sjungas live på eller utanför scenen i arenan. Tanken med detta var att deltagarnas resesällskap kunde minska i storlek med tanke på coronaviruset.

### Framträdanden
I november 2020 annonserade EBU att man ska förinspela alla bidrag inför 2021 års tävling, utifall att ett eller flera länder inte kan resa till Nederländerna till tävlingen. Då kommer ett förinspelat s.k. "live-on-tape" videoklipp att visas istället. Enligt EBU så kommer ingen publik att finnas med på förinspelningarna, tekniken som används på scen måste vara liknande till det som finns i Rotterdam Ahoy. Därmed får förinspelningarna inte innehålla AR/VR-tillägg, datoranimerad konfetti, vatten m.m., greenscreen eller chroma key. Det behövde alltså vara så likt ett scenframträdande live i Rotterdam som möjligt.
Australien var det enda landet som använde sig av "live-on-tape" framföranden på grund av att landet var oförmögna att resa till Nederländerna under coronapandemin.

### Diskvalificeringen av Belarus
Den 11 mars 2021 meddelade EBU att de granskat Belarus ursprungliga bidrag "Ya nauchu tebya (I'll Teach You)" och dragit slutsatsen att låten inte var opolitisk, vilket är ett krav i tävlingen. Som konsekvens meddelade EBU att bidraget inte får delta i tävlingen och krävde att det belarusiska TV-bolaget BTRC utsåg antingen en ny version av låten eller en helt ny låt som överensstämde med reglerna. Om man inte mötte detta krav skulle Belarus diskvalificeras från tävlingen.
Musikgruppen VAL, som skulle representerat Belarus i Eurovision Song Contest 2020, valdes inte internt ut för Eurovision 2021 av TV-bolaget som ett resultat av en rad händelser i efterdyningarna av de belarusiska protesterna 2020–2021. Den 13 mars 2021 sade Belarus president Aleksandr Lukasjenko att de skulle välja ett nytt bidrag istället för att ändra texten till "Ya Nauchu Tebya".

Den 26 mars 2021 meddelade EBU att Belarus inte längre skulle delta i tävlingen, efter att två låtar av gruppen Galasy ZMesta avvisats.

### Kontroversen kring Rysslands bidrag

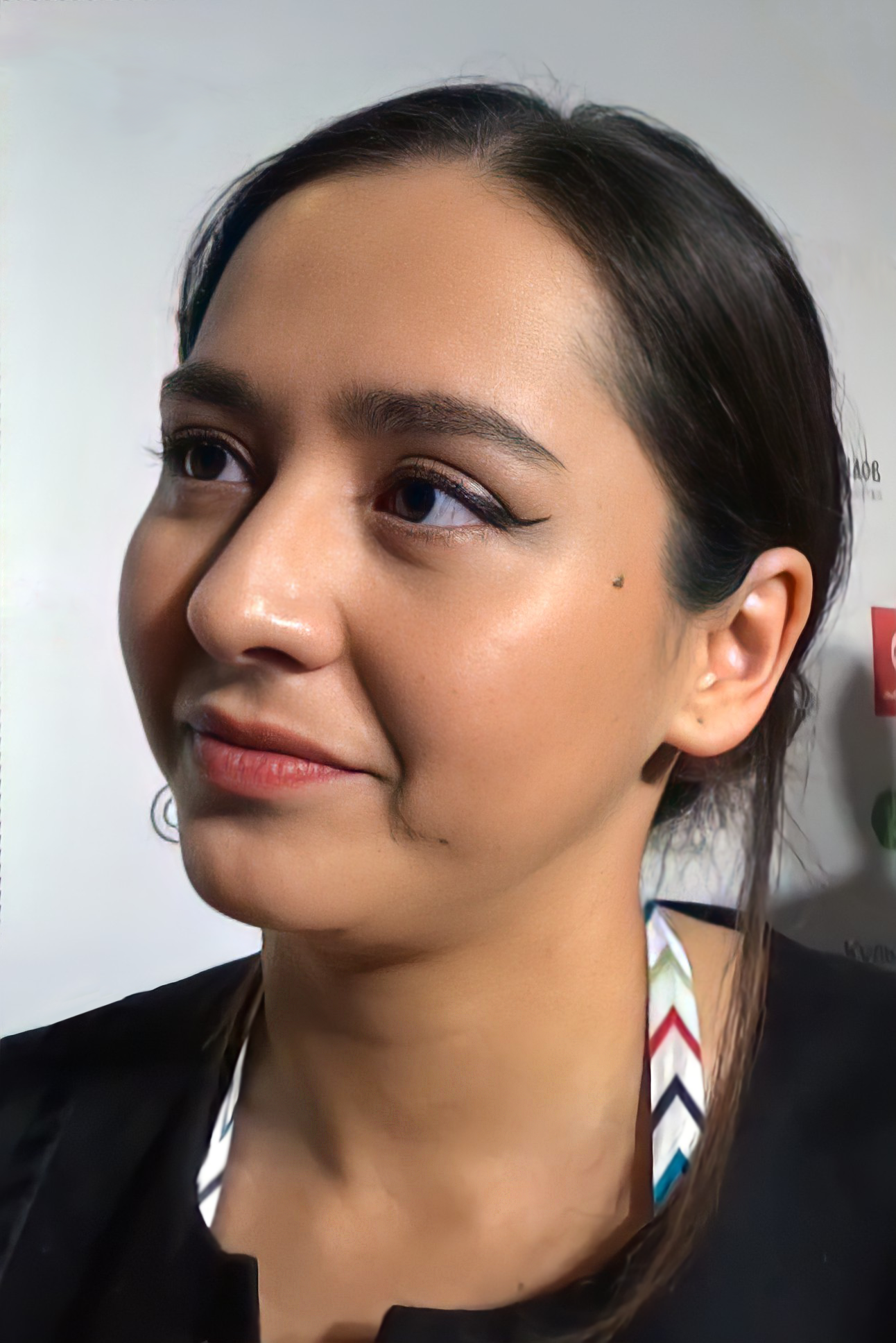
Rysslands bidrag ”Russian Woman”, framförd av Manizha har fått stå ut med en hel del hat och kritik på grund av artistens tadzjikistanska härkomst som sjunger om; ryska kvinnor, sångerskans aktivism för HBTQ-rättigheter och kvinnors rättigheter.

Rysslands bidrag ”Russian Woman”, framförd av Manizha, har orsakat kontroverser i hemlandet. På finaldagen den 22 maj 2021 har den officiella videon på Youtube 323 000 ”likes” och 184 000 ”dislikes”. Många kommentarer har uttryckt hat på grund av artistens tadzjikistanska härkomst, att hon sjunger om ryska kvinnor, sångerskans aktivism för HBTQ-rättigheter och kvinnors rättigheter. En stor mängd hatkommentarer har publicerats på videon och hennes Instagram-konto och krävde att hon skulle uteslutas från tävlingen. Yelena Drapeko, förste vice ordförande för Statens dumakommitté för kultur, ansåg att Manizha skulle förbjudas att uppträda i Eurovision under ryska flaggan och kommenterade också att Eurovision inte erbjöd något kulturellt värde och var för politiserad och pro-HBTQ.
Den ryska Undersökningskommittén, som undersöker större brott i Ryssland, sa att den hade fått en begäran från en offentlig organisation att undersöka Manizhas bidrag för "möjliga olagliga uttalanden". Dess taleskvinna, Svetlana Petrenko, berättade för nyhetsbyrån RIA Novosti att begäran kommer att granskas i enlighet med lagen. Ryska unionen för ortodoxa kvinnor publicerade ett öppet brev där man uppmanade ett förbud mot Manizhas bidrag och hennes deltagande i Eurovision. I brevet menar man att hennes texter uppmuntrar ”hat mot män, vilket undergräver grunden för en traditionell familj”. Efter en rad kritiska uttalanden så har ingen granskning eller tillbakadragande skett.

### Kritik mot Cyperns bidrag
Efter att Cyperns bidrag "El Diablo" presenterats undertecknade 11 000 personer till Avaaz.org för att uppmana till att landets Eurovision-deltagande skulle avbrytas. Kritiken spås till texten i bidraget som i refrängen sjunger "I fell in love/ I fell in love/ I gave my heart to El diablo". Cyperns kyrka ansåg att låten var stötande, respektlös och icke-representativ och krävde att det statliga TV-bolaget CyBC skulle dra tillbaka Cyperns Eurovision-bidrag. Sången har dock fullt stöd av regeringen, CyBC och majoriteten av allmänheten på Cypern. Regeringen har sedan offentligt avvisat reaktionerna från religiösa och konservativa grupper och hävdar att den respekterar både andliga rättigheter men också den konstnärliga friheten.

### Inhopp under Ukrainas andra genrep
Innan Ukrainas andra repetition den 12 maj rapporterade sångare i bandet Go_A, Kateryna Pavlenko, att hon kände sig dålig. I enlighet med tävlingens hälso- och säkerhetsprotokoll var Pavlenko tvungen att sitta i karantän i sitt hotellrum och genomföra ett PCR-test. De andra bandmedlemmarna testades negativa och kunde öva tillsammans med stand-in sångerskan Emmie van Stijn. Pavlenko tog ett COVID-19 PCR-test som visade negativt dagen efter. Hon återgick dagen efter till repetitionerna.

### Flo Rida i Eurovision

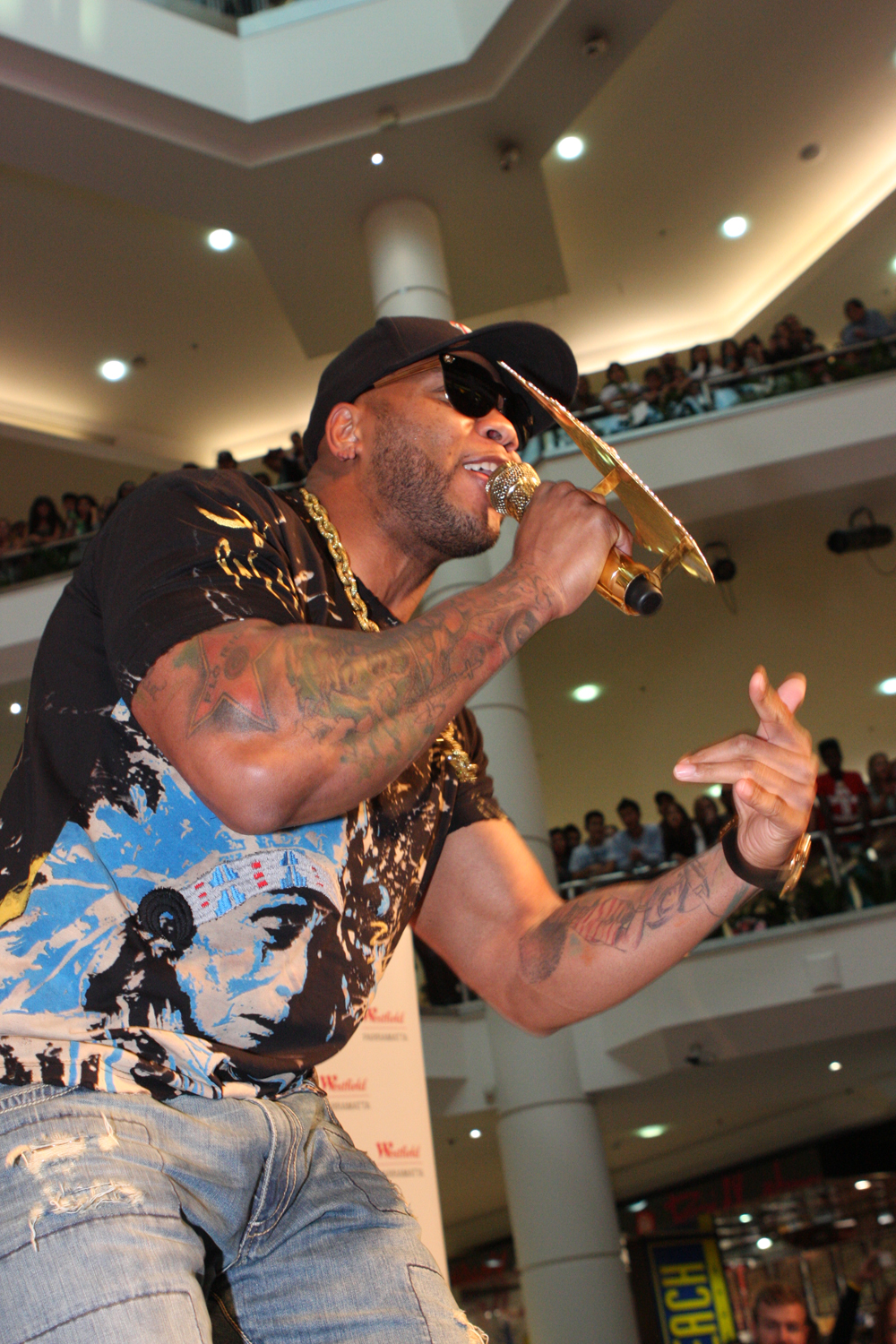
Den amerikanske hiphopstjärnan Flo Rida representerade San Marino tillsammans med Senhit med låten "Adrenalina".

Den förmodligen största skrällen i tävlingen i år hör till att San Marinos bidrag, "Adrenalina", som genomförs av sångerskan Senhit och som skulle ha representerat landet året innan, men denna gång sker det tillsammans med den amerikanske rapparen Flo Rida. Nyheten om att Flo Rida skall representera San Marino kom som en överraskning. Det är första gången som en amerikansk medborgare inom hiphop-scenen kommer att framträda i Eurovision Song Contest. Senhit säger att hennes team försöker göra det möjligt så att Flo Rida ska kunna vara med på scenen live i Rotterdam. Den 18 maj bekräftades det att Flo Rida kommer att delta live i andra semifinalen och finalen.

### Kontroversen kring Nordmakedoniens video
I mars 2021, efter publicerandet av Vasil Garvanlievs musikvideo för Eurovision 2021, uppstod en kontrovers. Anledningen var ett konstverk på platsen där musikvideon spelades in som liknade färgerna på den bulgariska flaggan. Dessutom har Garvanliev bekräftat att han har bulgariskt medborgarskap på grund av sin mormors ursprung. På grund av det allmänna trycket redigerades videon så småningom av Garvanliev och hans Team. Även om Nordmakedonien tidigare presenterats i Eurovision från människor med olika etnisk bakgrund så har i detta fall den makedonska radio-tv-bolaget bildat en särskild kommission. Detta för att avgöra om Garvanliev skulle dra sig ur Eurovision Song Contest på grund av påståenden om att han hade spridit "bulgarisk propaganda". Hela ärendet har fått extrema nationalistiska reaktioner. Enligt Balkan Insight är det första gången som Eurovision har sett en sådan "etnisk upphetad tvist". Konfliktens bakgrund beror på de komplicerade förbindelserna mellan Bulgarien och Makedonien.
Garvanliev gav en intervju till den makedonska tidningen Sloboden Pechat, där han sa att konstverket i videon "inte hade någon avsiktlig koppling till den bulgariska flaggan", och tillade att triptykonstverket i videon är en "skapelse av författaren Janeta Vangeli och är inspirerad av Jesus Kristus". För vissa var konstverkets färger för likt den bulgariska flaggan, som innefattar horisontella ränder av vitt, grönt och rött. Garvanliev adresserade också fans direkt med en video som publicerats på hans Facebook-konto. På makedonska förklarade han tydligt sin inställning till situationen. I posttexten skrev han: Jag är en musikambassadör, och i musiken finns ingen religion, politik, orientering, ras eller färg. Jag hade absolut inga avsikter att skada någon. Konstverket togs senare bort av producenten från musikvideon.

### Covid-fall under Eurovisionsveckan
Den 15 maj framkom det att en person från den polska delegationen testats positivt för Covid 19. Detta ledde till att hela Polens delegation, inklusive artisten Rafał Brzozowski, skulle sättas i karantän och därefter ta provtagningar för Covid..
Den 16 maj framkom det att en person från den Isländska delegationen testats positivt för Covid-19 och därmed så kunde Island inte delta på öppningsceremonin. Island fick sättas i karantän och genomgå provtagningar med PCR-test. Rumänien och Malta meddelade att man avstår öppningsceremonin på grund av Covidfall på deras hotell.
Den 19 maj bekräftade Island att de inte kommer att kunna uppträda live på scenen i andra semifinalen och finalen efter att en av gruppmedlemmarna testats positivt för Covid-19. Deras andra scenrepetition som framfördes 13 maj kommer användas i live-TV.
Den 20 maj framkom det att Duncan Laurence, vinnaren från 2019 och mellanakten i första semifinalen, testats positivt med Covid-19 och kommer därmed inte att spela live i finalen. Istället sänds en förinspelning av hans framträdande i mellanakten.

### Länder som önskat debutera men nekats
- Kazakstan – I augusti 2020 meddelade EBU att de inte tänkte bjuda in Kazakstan till 2021 års upplaga av Eurovision Song Contest.
- Kosovo – I augusti 2020 meddelade EBU att de inte tänkte bjuda in Kosovo till 2021 års upplaga av Eurovision Song Contest.
- USA – I januari 2020 meddelade EBU att de skulle utreda om USA ska få delta i Eurovision Song Contest ifall kommande American Song Contest blir en succé. Flera TV-bolag i USA är associerade EBU-medlemmar.

### Icke deltagande länder
- Andorra – I november 2019 nämnde det ledande politiska partiet i Andorra att de kanske skulle delta i Eurovision Song Contest 2021, men i maj 2020 bekräftade Andorras nationella TV-bolag Ràdio i Televisió d'Andorra att de inte tänker återvända till Eurovision Song Contest 2021.
- Armenien – Armenien skulle till en början ha deltagit. Landet fanns med i deltagarlistan som publicerades i oktober 2020. Den 5 mars 2021 meddelade man att man drar sig ur på grund av svårigheter med organisering samt ekonomiska och sociala problemen som landet lider av efter sviterna av kriget i Nagorno Karabach som utspelade sig under hösten 2020.[75].
- Bosnien och Hercegovina – I oktober 2020 bekräftade den bosniska TV-presentatören Bosnien och Hercegovinas radiotelevision (BHRT) att landet inte skulle återvända 2021 med hänvisning till pågående ekonomiska problem. Bosnien och Hercegovina deltog senast 2016.[76]
- Liechtenstein – I juli 2020 annonserade Liechtensteins nationella TV-bolag 1 FL TV att de har uteslutit ett deltagande i Eurovision Song Contest 2021. TV-bolaget hade försökt under åren att bli en EBU-medlem, men efter dödsfallet av chefen Peter Kölbel sattes ansökan om att få delta på tillfällig paus. 1 FL TV skulle också behövt statligt stöd för att kunna betala kostnaderna för deltagaravgiften och att bli EBU-medlem.
- Luxemburg – I juli 2020 meddelade RTL Télé Lëtzebuerg att Luxemburg inte tänker tävla i 2021 års upplaga av Eurovision Song Contest. Anledningen var att de inte har "fokus på underhållning och musikshower" och att deltagandet i tävlingen "skulle orsaka ekonomiska påfrestningar hos TV-bolaget".
- Marocko – I februari 2020 svarade Marockos nationella TV-bolag Société Nationale de Radiodiffusion et de Télévision på ryktena om att Marocko var i diskussion med EBU om att återvända till tävlingen då de meddelade att de inte har diskuterat om den möjligheten än.
- Monaco – Monegaskiska TV-bolaget TMC bekräftade i september 2020 att de inte tänker tävla i Eurovision Song Contest 2021. De uttryckte också att de inte tänker delta inom en snar framtid heller.
- Montenegro – Montenegros TV-bolag bekräftade i oktober 2020 att de inte tänker delta i 2021 års upplaga av ESC. TV-bolaget presenterade ingen anledning till beslutet, men år 2020 stod de över på grund av ekonomiska orsaker.
- Slovakien – I juli 2020 berättade en talesperson hos Radio and Television of Slovakia (RTVS) att TV-bolaget troligtvis inte hade tänkt återvända till tävlingen. RTVS bekräftade sedan detta i augusti 2020.
- Turkiet – Den turkiska vice utrikesministern Faruk Kaymakchi hoppas kunna återvända sitt land till tävlingen: ”Turkiet har faktiskt deltagit i Eurovision i många år, och vi vann till och med en gång. Jag hoppas att vi kommer att delta i tävlingen igen. TRT har sett några problem tidigare, men jag är säker på att vi kommer att se Turkiet på Eurovision under de kommande åren.”[77] Turkiet deltog senast 2012.
- Ungern – Utan ytterligare förklaring ingick inte Ungern på den slutgiltiga listan över deltagande länder för 2021.[78]

### Sändning
Följande länder som inte tävlade direktsände ESC 2021:
- Slovakien - RTVS

Följande länder som inte tävlade och inte är EBU-medlemmar direktsände ESC 2021:
- Kanada - Omni Television
- Kazakstan - Khabar
- Kosovo - RTK
- Surinam - ATV
- USA - WJFD-FM

### Återkommande artister
Efter att 2020 års upplaga ställdes in har vissa länders TV-bolag meddelat att artisten som skulle tävlat år 2020 får återvända i 2021 års tävling. Eftersom tävlingen ställdes in fick aldrig artisterna en slutplacering då det inte blev något resultat.
| Land           | Artist                                      | Tidigare år | Placering vid tidigare tillfälle   | Placering 2021 |
| -------------- | ------------------------------------------- | ----------- | ---------------------------------- | -------------- |
| Australien     | Montaigne                                   | 2020        | Tävlingen ställdes in              | 14:e (semi)    |
| Azerbajdzjan   | Efendi                                      | 2020        | Tävlingen ställdes in              | 20:a           |
| Belgien        | Hooverphonic                                | 2020        | Tävlingen ställdes in              | 19:e           |
| Bulgarien      | Victoria                                    | 2020        | Tävlingen ställdes in              | 11:a           |
| Georgien       | Tornike Kipiani                             | 2020        | Tävlingen ställdes in              | 16:e (semi)    |
| Grekland       | Stefania                                    | 2020        | Tävlingen ställdes in              | 10:a           |
| Estland        | Uku Suviste                                 | 2020        | Tävlingen ställdes in              | 13:e (semi)    |
| Irland         | Lesley Roy                                  | 2020        | Tävlingen ställdes in              | 16:e (semi)    |
| Island         | Daði og Gagnamagnið                         | 2020        | Tävlingen ställdes in              | 4:a            |
| Israel         | Eden Alene                                  | 2020        | Tävlingen ställdes in              | 17:e           |
| Lettland       | Samanta Tīna                                | 2020        | Tävlingen ställdes in              | 17:e (semi)    |
| Litauen        | The Roop                                    | 2020        | Tävlingen ställdes in              | 8:a            |
| Malta          | Destiny                                     | 2020        | Tävlingen ställdes in              | 7:a            |
| Moldavien      | Natalia Gordienco                           | 2020, 2006  | Tävlingen ställdes in, 20:a        | 13:e           |
| Nederländerna  | Jeangu Macrooy                              | 2020        | Tävlingen ställdes in              | 23:e           |
| Nordmakedonien | Vasil                                       | 2020        | Tävlingen ställdes in              | 15:e (semi)    |
| Rumänien       | Roxen                                       | 2020        | Tävlingen ställdes in              | 12:a (semi)    |
| San Marino     | Senhit                                      | 2020, 2011  | Tävlingen ställdes in, 16:e (semi) | 22:a           |
| Schweiz        | Gjon's Tears                                | 2020        | Tävlingen ställdes in              | 3:a            |
| Serbien        | Sanja Vučić (del av gruppen Hurricane)      | 2020, 2016  | Tävlingen ställdes in, 18:e        | 15:e           |
| Serbien        | Ksenija Knežević (del av gruppen Hurricane) | 20151       | Tävlingen ställdes in, 13:e        | 15:e           |
| Slovenien      | Ana Soklič                                  | 2020        | Tävlingen ställdes in              | 13:e (semi)    |
| Spanien        | Blas Cantó                                  | 2020        | Tävlingen ställdes in              | 24:e           |
| Storbritannien | James Newman                                | 2020        | Tävlingen ställdes in              | 26:e           |
| Tjeckien       | Benny Cristo                                | 2020        | Tävlingen ställdes in              | 15:e (semi)    |
| Ukraina        | Go_A                                        | 2020        | Tävlingen ställdes in              | 5:a            |
| Österrike      | Vincent Bueno                               | 2020        | Tävlingen ställdes in              | 12:e (semi)    |

1Körsångerska bakom sångaren Knez

## Semifinalerna

### Semifinallottningen

Länder som tävlar i Semifinal 1
Länder som tävlar i Semifinal 2
Länder som tävlar i finalen och även får rösta i Semifinal 1
Länder som tävlar i finalen och även får rösta i Semifinal 2

Alla länder förutom "The Big Five" som består av Frankrike, Italien, Spanien, Storbritannien och Tyskland samt värdlandet Nederländerna ska kvala sig genom två semifinaler. Dessa semifinaler anordnades den 18 och den 20 maj 2021.
Resultatet i semifinalerna består av en kombination av tittarröster och juryröster som adderas samman istället för att kombineras. Totalt 33 (ursprungligen 35) länder  kvalade i semifinalerna där 16 länder tävlade i den första semifinalen och 17 länder tävlade i den andra semifinalen.
Vilka länder som ska tävla i vilken semifinal avgjordes i semifinallottningen som ägde rum den 28 januari 2020, det vill säga samma semifinallottning används till 2021 års upplaga.
Semifinallottningen gick till på följande vis; länderna som skulle kvala delades in i fem olika grupper, som sedan under lottningen splittrades upp i två delar. En för varje semifinal. Anledningen till att man utför denna uppdelning är för att minska möjligheten till grannlands- och diasporaröstning. Varje land fick även veta om man skulle tävla i första halvan av startfältet eller andra halvan och detta avgjordes också genom lottning på samma sätt. Först efter att alla länder har valt ut artist och bidrag sätts startordningen av tävlingsproducenterna. Nedan presenteras länderna i respektive grupp:
| Grupp 1                                                                            | Grupp 2                                                               | Grupp 3                                                                         | Grupp 4                                                                    | Grupp 5                                                             |
| ---------------------------------------------------------------------------------- | --------------------------------------------------------------------- | ------------------------------------------------------------------------------- | -------------------------------------------------------------------------- | ------------------------------------------------------------------- |
| - Albanien - Kroatien - Schweiz - Nordmakedonien - Serbien - Slovenien - Österrike | - Danmark - Finland - Estland - Island - Norge - Sverige - Australien | - Armenien - Azerbajdzjan - Georgien - Ryssland - Ukraina - Belarus - Moldavien | - Bulgarien - Grekland - Cypern - Malta - Rumänien - Portugal - San Marino | - Belgien - Israel - Lettland - Tjeckien - Polen - Litauen - Irland |

### Semifinal 1
| Fördelning mellan jury- och teleröstningsresultat Semifinal 1 | Fördelning mellan jury- och teleröstningsresultat Semifinal 1 | Fördelning mellan jury- och teleröstningsresultat Semifinal 1 | Fördelning mellan jury- och teleröstningsresultat Semifinal 1 | Fördelning mellan jury- och teleröstningsresultat Semifinal 1 |
| Plac.                                                         | Teleröstning                                                  | Poäng                                                         | Jury                                                          | Poäng                                                         |
| ------------------------------------------------------------- | ------------------------------------------------------------- | ------------------------------------------------------------- | ------------------------------------------------------------- | ------------------------------------------------------------- |
| 1                                                             | Ukraina                                                       | 164                                                           | Malta                                                         | 174                                                           |
| 2                                                             | Malta                                                         | 151                                                           | Ryssland                                                      | 117                                                           |
| 3                                                             | Litauen                                                       | 137                                                           | Ukraina                                                       | 103                                                           |
| 4                                                             | Ryssland                                                      | 108                                                           | Israel                                                        | 99                                                            |
| 5                                                             | Israel                                                        | 93                                                            | Cypern                                                        | 92                                                            |
| 6                                                             | Azerbajdzjan                                                  | 91                                                            | Sverige                                                       | 91                                                            |
| 7                                                             | Cypern                                                        | 78                                                            | Belgien                                                       | 70                                                            |
| 8                                                             | Norge                                                         | 77                                                            | Litauen                                                       | 66                                                            |
| 9                                                             | Kroatien                                                      | 53                                                            | Rumänien                                                      | 58                                                            |
| 10                                                            | Sverige                                                       | 51                                                            | Kroatien                                                      | 57                                                            |
| 11                                                            | Belgien                                                       | 47                                                            | Azerbajdzjan                                                  | 47                                                            |
| 12                                                            | Rumänien                                                      | 27                                                            | Norge                                                         | 38                                                            |
| 13                                                            | Nordmakedonien                                                | 11                                                            | Slovenien                                                     | 36                                                            |
| 14                                                            | Slovenien                                                     | 8                                                             | Australien                                                    | 26                                                            |
| 15                                                            | Irland                                                        | 4                                                             | Irland                                                        | 16                                                            |
| 16                                                            | Australien                                                    | 2                                                             | Nordmakedonien                                                | 12                                                            |

- Den första semifinalen sändes den 18 maj 2021.
- Förutom de 16 länderna som deltog så röstade även Italien, Tyskland och Nederländerna i denna semifinal.
- Tio länder gick vidare till finalen, dessa kvalificerade bidrag är markerade i beige färg.
- Australiens bidrag framfördes genom "live-on-tape" från Sydney, då landets delegation var oförmögna att resa till Nederländerna under Corona-pandemin.
- Belarus skulle ursprungligen ha deltagit i första halvan av denna semifinal, men diskvalificerades den 26 mars 2021 på grund av att Europeiska radio- och TV-unionen bedömde att deras bidrag innehöll politiska budskap, vilket bryter mot tävlingens regler.[98]

| Nr | Land           | Artist          | Bidrag          | Språk               | Placering | Poäng |
| -- | -------------- | --------------- | --------------- | ------------------- | --------- | ----- |
| 1  | Litauen        | The Roop        | Discoteque      | Engelska            | 4         | 203   |
| 2  | Slovenien      | Ana Soklič      | Amen            | Engelska            | 13        | 44    |
| 3  | Ryssland       | Manizha         | Russian Woman   | Ryska, engelska     | 3         | 225   |
| 4  | Sverige        | Tusse           | Voices          | Engelska            | 7         | 142   |
| 5  | Australien     | Montaigne       | Technicolour    | Engelska            | 14        | 28    |
| 6  | Nordmakedonien | Vasil           | Here I Stand    | Engelska            | 15        | 23    |
| 7  | Irland         | Lesley Roy      | Maps            | Engelska            | 16        | 20    |
| 8  | Cypern         | Elena Tsagrinou | El Diablo       | Engelska            | 6         | 170   |
| 9  | Norge          | TIX             | Fallen Angel    | Engelska            | 10        | 115   |
| 10 | Kroatien       | Albina          | Tick-Tock       | Engelska, kroatiska | 11        | 110   |
| 11 | Belgien        | Hooverphonic    | The Wrong Place | Engelska            | 9         | 117   |
| 12 | Israel         | Eden Alene      | Set Me Free     | Engelska            | 5         | 192   |
| 13 | Rumänien       | Roxen           | Amnesia         | Engelska            | 12        | 85    |
| 14 | Azerbajdzjan   | Efendi          | Mata Hari       | Engelska            | 8         | 138   |
| 15 | Ukraina        | Go_A            | Shum            | Ukrainska           | 2         | 267   |
| 16 | Malta          | Destiny         | Je Me Casse     | Engelska, franska   | 1         | 325   |

Det tio länder som kvalificerade sig till finalen avslöjades i följande ordning:
- Norge
- Israel
- Ryssland
- Azerbajdzjan
- Malta
- Litauen
- Cypern
- Sverige
- Belgien
- Ukraina

### Semifinal 2
| Fördelning mellan jury- och teleröstningsresultat Semifinal 2 | Fördelning mellan jury- och teleröstningsresultat Semifinal 2 | Fördelning mellan jury- och teleröstningsresultat Semifinal 2 | Fördelning mellan jury- och teleröstningsresultat Semifinal 2 | Fördelning mellan jury- och teleröstningsresultat Semifinal 2 |
| Plac.                                                         | Teleröstning                                                  | Poäng                                                         | Jury                                                          | Poäng                                                         |
| ------------------------------------------------------------- | ------------------------------------------------------------- | ------------------------------------------------------------- | ------------------------------------------------------------- | ------------------------------------------------------------- |
| 1                                                             | Finland                                                       | 150                                                           | Schweiz                                                       | 156                                                           |
| 2                                                             | Island                                                        | 148                                                           | Bulgarien                                                     | 149                                                           |
| 3                                                             | Schweiz                                                       | 135                                                           | Island                                                        | 140                                                           |
| 4                                                             | Moldavien                                                     | 123                                                           | Portugal                                                      | 128                                                           |
| 5                                                             | Portugal                                                      | 111                                                           | Grekland                                                      | 104                                                           |
| 6                                                             | Bulgarien                                                     | 101                                                           | Finland                                                       | 84                                                            |
| 7                                                             | Danmark                                                       | 80                                                            | San Marino                                                    | 76                                                            |
| 8                                                             | Grekland                                                      | 80                                                            | Albanien                                                      | 74                                                            |
| 9                                                             | Serbien                                                       | 68                                                            | Serbien                                                       | 56                                                            |
| 10                                                            | San Marino                                                    | 42                                                            | Moldavien                                                     | 56                                                            |
| 11                                                            | Albanien                                                      | 38                                                            | Österrike                                                     | 53                                                            |
| 12                                                            | Estland                                                       | 29                                                            | Estland                                                       | 29                                                            |
| 13                                                            | Polen                                                         | 17                                                            | Tjeckien                                                      | 23                                                            |
| 14                                                            | Georgien                                                      | 15                                                            | Polen                                                         | 18                                                            |
| 15                                                            | Österrike                                                     | 13                                                            | Danmark                                                       | 9                                                             |
| 16                                                            | Lettland                                                      | 10                                                            | Lettland                                                      | 4                                                             |
| 17                                                            | Tjeckien                                                      | 0                                                             | Georgien                                                      | 1                                                             |

- Den andra semifinalen sändes den 20 maj 2021.
- Förutom de 17 länderna som deltog så röstade även Spanien, Frankrike och Storbritannien i denna semifinal.
- Tio länder gick vidare till finalen, dessa kvalificerade bidrag är markerade i beige färg.
- Islands framträdande utgjordes av en förinspelning från tidigare repetitioner. Anledningen var att gruppen Daði og Gagnamagnið haft en medlem som testat positivt för COVID-19 och man ville inte framträda live om inte alla gruppmedlemmar kunde närvara på scenen.[99]
- Armenien hade ursprungligen blivit lottade till att framträda i den andra halvan av denna semifinal, men meddelade den 5 mars 2021 att man drog sig ur tävlingen.[100]

| Nr | Land       | Artist                | Bidrag                    | Språk    | Placering | Poäng |
| -- | ---------- | --------------------- | ------------------------- | -------- | --------- | ----- |
| 1  | San Marino | Senhit feat. Flo Rida | Adrenalina                | Engelska | 9         | 118   |
| 2  | Estland    | Uku Suviste           | The Lucky One             | Engelska | 13        | 58    |
| 3  | Tjeckien   | Benny Cristo          | Omaga                     | Engelska | 15        | 23    |
| 4  | Grekland   | Stefania              | Last Dance                | Engelska | 6         | 184   |
| 5  | Österrike  | Vincent Bueno         | Amen                      | Engelska | 12        | 66    |
| 6  | Polen      | Rafał                 | The Ride                  | Engelska | 14        | 35    |
| 7  | Moldavien  | Natalia Gordienco     | Sugar                     | Engelska | 7         | 179   |
| 8  | Island     | Daði og Gagnamagnið   | 10 Years                  | Engelska | 2         | 288   |
| 9  | Serbien    | Hurricane             | Loco Loco                 | Serbiska | 8         | 124   |
| 10 | Georgien   | Tornike Kipiani       | You                       | Engelska | 16        | 16    |
| 11 | Albanien   | Anxhela Peristeri     | Karma                     | Albanska | 10        | 112   |
| 12 | Portugal   | The Black Mamba       | Love Is On My Side        | Engelska | 4         | 239   |
| 13 | Bulgarien  | Victoria              | Growing Up Is Getting Old | Engelska | 3         | 250   |
| 14 | Finland    | Blind Channel         | Dark Side                 | Engelska | 5         | 234   |
| 15 | Lettland   | Samanta Tīna          | The Moon Is Rising        | Engelska | 17        | 14    |
| 16 | Schweiz    | Gjon's Tears          | Tout l'Univers            | Franska  | 1         | 291   |
| 17 | Danmark    | Fyr & Flamme          | Øve os på hinanden        | Danska   | 11        | 89    |

Det tio länder som kvalificerade sig till finalen avslöjades i följande ordning:
- Albanien
- Serbien
- Bulgarien
- Moldavien
- Portugal
- Island
- San Marino
- Schweiz
- Grekland
- Finland

## Finalen
| Fördelning mellan jury- och teleröstningsresultat Finalen | Fördelning mellan jury- och teleröstningsresultat Finalen | Fördelning mellan jury- och teleröstningsresultat Finalen | Fördelning mellan jury- och teleröstningsresultat Finalen | Fördelning mellan jury- och teleröstningsresultat Finalen |
| Plac.                                                     | Teleröstning                                              | Poäng                                                     | Jury                                                      | Poäng                                                     |
| --------------------------------------------------------- | --------------------------------------------------------- | --------------------------------------------------------- | --------------------------------------------------------- | --------------------------------------------------------- |
| 1                                                         | Italien                                                   | 318                                                       | Schweiz                                                   | 267                                                       |
| 2                                                         | Ukraina                                                   | 267                                                       | Frankrike                                                 | 248                                                       |
| 3                                                         | Frankrike                                                 | 251                                                       | Malta                                                     | 208                                                       |
| 4                                                         | Finland                                                   | 218                                                       | Italien                                                   | 206                                                       |
| 5                                                         | Island                                                    | 180                                                       | Island                                                    | 198                                                       |
| 6                                                         | Schweiz                                                   | 165                                                       | Bulgarien                                                 | 140                                                       |
| 7                                                         | Litauen                                                   | 165                                                       | Portugal                                                  | 126                                                       |
| 8                                                         | Ryssland                                                  | 100                                                       | Ryssland                                                  | 104                                                       |
| 9                                                         | Serbien                                                   | 82                                                        | Ukraina                                                   | 97                                                        |
| 10                                                        | Grekland                                                  | 79                                                        | Grekland                                                  | 91                                                        |
| 11                                                        | Sverige                                                   | 63                                                        | Finland                                                   | 83                                                        |
| 12                                                        | Moldavien                                                 | 62                                                        | Israel                                                    | 73                                                        |
| 13                                                        | Norge                                                     | 60                                                        | Belgien                                                   | 71                                                        |
| 14                                                        | Malta                                                     | 47                                                        | Litauen                                                   | 55                                                        |
| 15                                                        | Cypern                                                    | 44                                                        | Moldavien                                                 | 53                                                        |
| 16                                                        | Albanien                                                  | 35                                                        | Cypern                                                    | 50                                                        |
| 17                                                        | Azerbajdzjan                                              | 33                                                        | Sverige                                                   | 46                                                        |
| 18                                                        | Bulgarien                                                 | 30                                                        | San Marino                                                | 37                                                        |
| 19                                                        | Portugal                                                  | 27                                                        | Azerbajdzjan                                              | 32                                                        |
| 20                                                        | Israel                                                    | 20                                                        | Albanien                                                  | 22                                                        |
| 21                                                        | San Marino                                                | 13                                                        | Serbien                                                   | 20                                                        |
| 22                                                        | Belgien                                                   | 3                                                         | Norge                                                     | 15                                                        |
| 23                                                        | Storbritannien                                            | 0                                                         | Nederländerna                                             | 11                                                        |
| 24                                                        | Spanien                                                   | 0                                                         | Spanien                                                   | 6                                                         |
| 25                                                        | Tyskland                                                  | 0                                                         | Tyskland                                                  | 3                                                         |
| 26                                                        | Nederländerna                                             | 0                                                         | Storbritannien                                            | 0                                                         |

Finalen sändes den 22 maj 2021. 
De 26 finalisterna var:
- The Big Five, vilka är Frankrike, Italien, Spanien, Storbritannien och Tyskland.
- Värdlandet Nederländerna.
- De tio länder som i den första semifinalen fått högst totalpoäng (efter adderingen av jury- och tittarpoängen).
- De tio länder som i den andra semifinalen fått högst totalpoäng (efter adderingen av jury- och tittarpoängen).
- Islands framträdande utgjordes av en förinspelning från tidigare repetitioner. Anledningen var att gruppen Daði og Gagnamagnið haft en medlem som testat positivt för COVID-19 och man ville inte framträda live om inte alla gruppmedlemmar kunde närvara på scenen.[99]

| Nr | Land           | Artist                | Bidrag                    | Språk             | Placering | Poäng |
| -- | -------------- | --------------------- | ------------------------- | ----------------- | --------- | ----- |
| 1  | Cypern         | Elena Tsagrinou       | El Diablo                 | Engelska          | 16        | 94    |
| 2  | Albanien       | Anxhela Peristeri     | Karma                     | Albanska          | 21        | 57    |
| 3  | Israel         | Eden Alene            | Set Me Free               | Engelska          | 17        | 93    |
| 4  | Belgien        | Hooverphonic          | The Wrong Place           | Engelska          | 19        | 74    |
| 5  | Ryssland       | Manizha               | Russian Woman             | Ryska, engelska   | 9         | 204   |
| 6  | Malta          | Destiny               | Je Me Casse               | Engelska, franska | 7         | 255   |
| 7  | Portugal       | The Black Mamba       | Love Is On My Side        | Engelska          | 12        | 153   |
| 8  | Serbien        | Hurricane             | Loco Loco                 | Serbiska          | 15        | 102   |
| 9  | Storbritannien | James Newman          | Embers                    | Engelska          | 26        | 0     |
| 10 | Grekland       | Stefania              | Last Dance                | Engelska          | 10        | 170   |
| 11 | Schweiz        | Gjon's Tears          | Tout l'Univers            | Franska           | 3         | 432   |
| 12 | Island         | Daði og Gagnamagnið   | 10 Years                  | Engelska          | 4         | 378   |
| 13 | Spanien        | Blas Cantó            | Voy a quedarme            | Spanska           | 24        | 6     |
| 14 | Moldavien      | Natalia Gordienco     | Sugar                     | Engelska          | 13        | 115   |
| 15 | Tyskland       | Jendrik               | I Don't Feel Hate         | Engelska, tyska   | 25        | 3     |
| 16 | Finland        | Blind Channel         | Dark Side                 | Engelska          | 6         | 301   |
| 17 | Bulgarien      | Victoria              | Growing Up Is Getting Old | Engelska          | 11        | 170   |
| 18 | Litauen        | The Roop              | Discoteque                | Engelska          | 8         | 220   |
| 19 | Ukraina        | Go_A                  | Shum                      | Ukrainska         | 5         | 364   |
| 20 | Frankrike      | Barbara Pravi         | Voilà                     | Franska           | 2         | 499   |
| 21 | Azerbajdzjan   | Efendi                | Mata Hari                 | Engelska          | 20        | 65    |
| 22 | Norge          | TIX                   | Fallen Angel              | Engelska          | 18        | 75    |
| 23 | Nederländerna  | Jeangu Macrooy        | Birth Of A New Age        | Engelska, sranan  | 23        | 11    |
| 24 | Italien        | Måneskin              | Zitti e buoni             | Italienska        | 1         | 524   |
| 25 | Sverige        | Tusse                 | Voices                    | Engelska          | 14        | 109   |
| 26 | San Marino     | Senhit feat. Flo Rida | Adrenalina                | Engelska          | 22        | 50    |

Källa:

## Poängtabeller

### Semi-final 1
| 100% Tele 100% Jury | 100% Tele 100% Jury | Totalpoäng | Telepoäng | Litauen | Slovenien | Ryssland | Sverige | Australien | Nordmakedonien | Irland | Cypern | Norge | Kroatien | Belgien | Israel | Rumänien | Azerbajdzjan | Ukraina | Malta | Tyskland | Italien | Nederländerna |
| 100% Tele 100% Jury | 100% Tele 100% Jury |            |           |         |           |          |         |            |                |        |        |       |          |         |        |          |              |         |       |          |         |               |
| Tävlande            | Litauen             | 203        | 137       |         |           | 2        | 7       | 2          |                | 5      | 3      |       | 6        | 2       | 12     | 8        |              | 1       | 4     | 4        | 7       | 3             |
| Tävlande            | Slovenien           | 44         | 8         |         |           |          |         |            | 3              |        | 6      | 4     |          |         | 3      | 7        | 4            | 4       | 5     |          |         |               |
| Tävlande            | Ryssland            | 225        | 108       |         | 10        |          | 6       | 7          | 7              | 8      | 8      | 3     | 8        | 12      | 6      | 5        | 12           |         | 1     | 7        | 5       | 12            |
| Tävlande            | Sverige             | 142        | 51        | 3       |           | 7        |         | 6          | 1              | 1      | 7      | 10    | 1        | 6       | 5      | 4        | 6            | 3       | 10    | 12       | 4       | 5             |
| Tävlande            | Australien          | 28         | 2         | 8       |           | 1        |         |            |                |        |        |       | 2        |         |        | 2        |              | 12      |       | 1        |         |               |
| Tävlande            | Nordmakedonien      | 23         | 11        |         | 4         |          |         |            |                | 2      |        |       |          |         |        | 6        |              |         |       |          |         |               |
| Tävlande            | Irland              | 20         | 4         |         |           |          | 1       | 3          |                |        | 2      | 1     |          | 3       |        |          | 3            |         | 2     |          | 1       |               |
| Tävlande            | Cypern              | 170        | 78        | 4       | 12        | 8        | 4       | 10         | 4              | 4      |        | 5     | 10       |         | 10     | 3        |              | 2       | 8     | 5        | 3       |               |
| Tävlande            | Norge               | 115        | 77        | 2       | 3         |          | 8       | 1          | 2              | 3      |        |       |          | 7       | 2      |          |              |         |       |          | 6       | 4             |
| Tävlande            | Kroatien            | 110        | 53        | 1       | 7         | 3        |         |            | 8              | 10     | 5      |       |          | 1       | 1      | 1        | 5            | 8       | 3     | 2        | 2       |               |
| Tävlande            | Belgien             | 117        | 47        | 10      | 5         | 6        | 2       |            |                |        | 4      |       | 4        |         | 7      |          | 2            | 10      |       |          | 10      | 10            |
| Tävlande            | Israel              | 192        | 93        | 7       | 2         | 10       | 10      | 8          | 12             |        | 1      | 8     | 7        | 4       |        |          | 1            | 6       |       | 3        | 12      | 8             |
| Tävlande            | Rumänien            | 85         | 27        | 5       |           |          |         |            |                |        | 10     | 2     | 3        | 5       |        |          | 7            | 7       | 12    | 6        |         | 1             |
| Tävlande            | Azerbajdzjan        | 138        | 91        |         | 8         | 4        | 3       | 5          | 6              | 7      |        | 6     |          |         |        |          |              |         | 6     |          |         | 2             |
| Tävlande            | Ukraina             | 267        | 164       | 12      | 1         | 5        | 5       | 4          | 5              | 6      |        | 7     | 5        | 10      | 4      | 10       | 8            |         | 7     | 8        |         | 6             |
| Tävlande            | Malta               | 325        | 151       | 6       | 6         | 12       | 12      | 12         | 10             | 12     | 12     | 12    | 12       | 8       | 8      | 12       | 10           | 5       |       | 10       | 8       | 7             |

| 100% Tele 100% Jury | 100% Tele 100% Jury | Totalpoäng | Jurypoäng | Litauen | Slovenien | Ryssland | Sverige | Australien | Nordmakedonien | Irland | Cypern | Norge | Kroatien | Belgien | Israel | Rumänien | Azerbajdzjan | Ukraina | Malta | Tyskland | Italien | Nederländerna |
| 100% Tele 100% Jury | 100% Tele 100% Jury |            |           |         |           |          |         |            |                |        |        |       |          |         |        |          |              |         |       |          |         |               |
| Tävlande            |                     |            |           |         |           |          |         |            |                |        |        |       |          |         |        |          |              |         |       |          |         |               |
| Litauen             | 203                 | 66         |           |         | 7         | 10       | 8       | 4          | 12             | 12     | 12     | 3     | 8        | 5       | 6      | 3        | 12           | 7       | 12    | 8        | 8       |               |
| Slovenien           | 44                  | 36         |           |         |           |          |         | 3          |                |        |        | 5     |          |         |        |          |              |         |       |          |         |               |
| Ryssland            | 225                 | 117        | 8         | 7       |           | 3        | 7       | 8          | 1              | 7      | 4      | 10    | 2        | 12      | 5      | 8        | 6            | 2       | 6     | 7        | 5       |               |
| Sverige             | 142                 | 91         | 5         | 2       | 2         |          |         |            | 4              | 3      | 10     |       | 7        | 2       |        | 1        | 3            | 10      |       |          | 2       |               |
| Australien          | 28                  | 26         |           |         | 1         |          |         |            |                |        |        |       |          |         |        |          | 1            |         |       |          |         |               |
| Nordmakedonien      | 23                  | 12         |           | 8       |           |          |         |            |                |        |        | 1     |          |         | 2      |          |              |         |       |          |         |               |
| Irland              | 20                  | 16         | 1         |         |           |          | 2       |            |                |        |        |       |          |         |        |          |              | 1       |       |          |         |               |
| Cypern              | 170                 | 92         | 4         | 1       | 5         | 4        | 6       | 6          | 6              |        | 3      | 6     | 3        | 6       | 4      | 4        | 4            | 12      | 1     | 2        | 1       |               |
| Norge               | 115                 | 38         | 6         | 6       | 6         | 12       | 3       |            | 2              | 1      |        | 2     | 6        | 4       | 3      | 10       | 2            | 6       | 4     | 1        | 3       |               |
| Kroatien            | 110                 | 57         |           | 12      |           | 2        | 5       | 12         | 7              | 2      | 1      |       |          | 3       |        | 2        |              |         | 7     |          |         |               |
| Belgien             | 117                 | 70         | 10        | 4       | 3         | 5        |         | 2          |                |        | 2      |       |          | 1       | 1      |          | 5            |         | 3     | 4        | 7       |               |
| Israel              | 192                 | 99         | 2         |         | 4         | 6        | 4       | 1          | 5              | 10     | 5      | 4     | 4        |         | 10     | 12       | 7            | 5       | 5     | 3        | 6       |               |
| Rumänien            | 85                  | 58         |           |         |           |          |         |            | 3              | 5      |        |       | 1        |         |        | 5        |              | 3       |       | 10       |         |               |
| Azerbajdzjan        | 138                 | 47         | 3         | 3       | 10        | 1        | 1       | 7          |                | 4      | 6      | 8     | 5        | 7       | 7      |          | 10           | 8       | 2     | 5        | 4       |               |
| Ukraina             | 267                 | 103        | 12        | 10      | 12        | 7        | 12      | 5          | 8              | 6      | 7      | 12    | 10       | 8       | 12     | 7        |              | 4       | 10    | 12       | 10      |               |
| Malta               | 325                 | 174        | 7         | 5       | 8         | 8        | 10      | 10         | 10             | 8      | 8      | 7     | 12       | 10      | 8      | 6        | 8            |         | 8     | 6        | 12      |               |

### Semi-final 2
| 100% Tele 100% Jury | 100% Tele 100% Jury | Totalpoäng | Telepoäng | San Marino | Estland | Tjeckien | Grekland | Österrike | Polen | Moldavien | Island | Serbien | Georgien | Albanien | Portugal | Bulgarien | Finland | Lettland | Schweiz | Danmark | Frankrike | Spanien | Storbritannien |
| 100% Tele 100% Jury | 100% Tele 100% Jury |            |           |            |         |          |          |           |       |           |        |         |          |          |          |           |         |          |         |         |           |         |                |
| Tävlande            | San Marino          | 118        | 42        |            | 1       | 2        | 10       | 1         | 10    | 10        | 3      | 2       | 1        | 8        |          | 2         | 2       | 2        | 2       | 5       | 8         | 3       | 4              |
| Tävlande            | Estland             | 58         | 29        |            |         |          | 1        |           | 4     | 3         |        | 1       | 3        |          | 1        | 7         |         | 3        | 3       |         |           | 1       | 2              |
| Tävlande            | Tjeckien            | 23         | 0         |            |         |          | 4        |           |       | 1         |        |         | 6        |          | 5        | 5         |         |          |         |         | 2         |         |                |
| Tävlande            | Grekland            | 184        | 80        | 10         | 3       | 5        |          |           | 12    | 8         | 7      | 8       |          | 10       | 3        | 10        | 6       |          | 1       | 2       | 12        | 7       |                |
| Tävlande            | Österrike           | 66         | 13        |            | 4       |          |          |           |       |           | 4      | 3       | 5        | 7        | 2        | 6         | 5       | 1        | 7       | 3       |           | 6       |                |
| Tävlande            | Polen               | 35         | 17        | 12         |         |          | 2        |           |       |           |        |         |          |          |          | 3         |         |          |         | 1       |           |         |                |
| Tävlande            | Moldavien           | 179        | 123       | 8          |         |          | 12       | 2         | 7     |           |        | 4       |          | 3        |          | 12        |         | 4        |         |         | 1         |         | 3              |
| Tävlande            | Island              | 288        | 148       | 1          | 8       | 10       | 7        | 10        | 3     | 6         |        | 12      | 7        | 4        | 10       |           | 8       | 12       | 8       | 8       | 6         | 8       | 12             |
| Tävlande            | Serbien             | 124        | 68        | 4          | 5       | 4        | 3        | 6         |       |           | 2      |         | 2        | 5        | 4        |           | 3       |          | 4       |         | 5         | 4       | 5              |
| Tävlande            | Georgien            | 16         | 15        |            |         |          |          |           |       |           |        |         |          |          |          | 1         |         |          |         |         |           |         |                |
| Tävlande            | Albanien            | 112        | 38        | 7          | 2       | 1        | 6        | 3         | 6     | 5         | 5      |         |          |          | 8        | 4         | 4       | 5        | 5       | 10      |           | 2       | 1              |
| Tävlande            | Portugal            | 239        | 111       | 2          | 6       | 12       | 5        | 7         | 1     | 2         | 8      | 7       | 10       | 1        |          | 8         | 7       | 8        | 10      | 4       | 10        | 10      | 10             |
| Tävlande            | Bulgarien           | 250        | 101       | 5          | 10      | 7        | 8        | 8         | 5     | 12        | 10     | 10      | 8        | 2        | 12       |           | 12      | 6        | 12      | 6       | 4         | 5       | 7              |
| Tävlande            | Finland             | 234        | 150       | 3          | 7       | 6        |          | 5         | 2     |           | 6      | 6       | 4        | 6        | 6        |           |         | 7        | 6       | 7       | 7         |         | 6              |
| Tävlande            | Lettland            | 14         | 10        |            |         |          |          |           |       | 4         |        |         |          |          |          |           |         |          |         |         |           |         |                |
| Tävlande            | Schweiz             | 291        | 135       | 6          | 12      | 8        |          | 12        | 8     | 7         | 12     | 5       | 12       | 12       | 7        |           | 10      | 10       |         | 12      | 3         | 12      | 8              |
| Tävlande            | Danmark             | 89         | 80        |            |         | 3        |          | 4         |       |           | 1      |         |          |          |          |           | 1       |          |         |         |           |         |                |

| 100% Tele 100% Jury | 100% Tele 100% Jury | Totalpoäng | Jurypoäng | San Marino | Estland | Tjeckien | Grekland | Österrike | Polen | Moldavien | Island | Serbien | Georgien | Albanien | Portugal | Bulgarien | Finland | Lettland | Schweiz | Danmark | Frankrike | Spanien | Storbritannien |
| 100% Tele 100% Jury | 100% Tele 100% Jury |            |           |            |         |          |          |           |       |           |        |         |          |          |          |           |         |          |         |         |           |         |                |
| Tävlande            | San Marino          | 118        | 76        |            | 4       |          | 2        |           | 2     |           | 3      | 3       | 12       | 7        |          |           | 1       |          |         | 2       |           | 4       | 2              |
| Tävlande            | Estland             | 58         | 29        |            |         | 1        |          |           |       | 3         |        |         |          |          |          | 1         | 7       | 10       | 1       | 6       |           |         |                |
| Tävlande            | Tjeckien            | 23         | 23        |            |         |          |          |           |       |           |        |         |          |          |          |           |         |          |         |         |           |         |                |
| Tävlande            | Grekland            | 184        | 104       | 5          |         | 2        |          |           |       | 12        | 5      | 8       | 10       | 10       | 10       | 8         | 2       | 1        | 2       | 3       |           | 1       | 1              |
| Tävlande            | Österrike           | 66         | 53        |            |         |          |          |           |       |           | 2      |         |          | 3        |          |           |         |          | 4       | 4       |           |         |                |
| Tävlande            | Polen               | 35         | 18        |            |         |          |          | 1         |       | 7         | 1      |         |          |          |          |           |         |          |         |         | 1         |         | 7              |
| Tävlande            | Moldavien           | 179        | 56        | 12         | 12      | 12       | 12       | 6         | 7     |           | 6      | 12      |          |          | 12       |           | 5       | 12       |         |         | 12        | 3       |                |
| Tävlande            | Island              | 288        | 140       | 8          | 7       | 10       | 5        | 10        | 10    | 6         |        | 7       | 7        | 1        | 7        | 6         | 12      | 7        | 7       | 12      | 6         | 8       | 12             |
| Tävlande            | Serbien             | 124        | 56        | 7          |         | 5        | 4        | 12        | 1     | 1         |        |         | 1        | 4        | 2        | 10        |         |          | 12      |         | 7         | 2       |                |
| Tävlande            | Georgien            | 16         | 1         |            | 3       |          |          |           | 3     |           |        |         |          |          | 3        | 2         |         | 3        |         | 1       |           |         |                |
| Tävlande            | Albanien            | 112        | 74        | 2          |         |          | 10       | 2         |       | 2         |        | 1       | 2        |          | 1        | 4         | 3       |          | 8       |         | 3         |         |                |
| Tävlande            | Portugal            | 239        | 128       | 3          | 5       | 4        | 3        | 7         | 5     | 4         | 8      | 4       |          | 6        |          | 5         | 6       | 5        | 10      | 8       | 10        | 12      | 6              |
| Tävlande            | Bulgarien           | 250        | 149       | 4          | 2       | 6        | 6        | 4         | 4     | 5         | 4      | 6       | 8        | 8        | 5        |           | 4       | 2        | 3       | 5       | 5         | 10      | 10             |
| Tävlande            | Finland             | 234        | 84        | 10         | 10      | 8        | 8        | 5         | 12    | 8         | 10     | 10      | 6        | 5        | 6        | 12        |         | 8        | 6       | 10      | 2         | 6       | 8              |
| Tävlande            | Lettland            | 14         | 4         |            | 1       |          |          |           |       |           |        |         | 5        |          |          |           |         |          |         |         |           |         | 4              |
| Tävlande            | Schweiz             | 291        | 156       | 6          | 6       | 7        | 7        | 8         | 8     | 10        | 7      | 5       | 3        | 12       | 8        | 7         | 10      | 6        |         | 7       | 8         | 7       | 3              |
| Tävlande            | Danmark             | 89         | 9         | 1          | 8       | 3        | 1        | 3         | 6     |           | 12     | 2       | 4        | 2        | 4        | 3         | 8       | 4        | 5       |         | 4         | 5       | 5              |

### Finalen
| 100% Tele 100% Jury | 100% Tele 100% Jury | Totalpoäng | Telepoäng | Israel | Polen | San Marino | Albanien | Malta | Estland | Nordmakedonien | Azerbajdzjan | Norge | Spanien | Österrike | Storbritannien | Italien | Slovenien | Grekland | Lettland | Irland | Moldavien | Serbien | Bulgarien | Cypern | Belgien | Tyskland | Australien | Finland | Portugal | Ukraina | Island | Rumänien | Kroatien | Tjeckien | Georgien | Litauen | Danmark | Ryssland | Frankrike | Sverige | Schweiz | Nederländerna |
| 100% Tele 100% Jury | 100% Tele 100% Jury |            |           |        |       |            |          |       |         |                |              |       |         |           |                |         |           |          |          |        |           |         |           |        |         |          |            |         |          |         |        |          |          |          |          |         |         |          |           |         |         |               |
| Tävlande            | Cypern              | 94         | 44        | 3      |       |            | 7        | 4     |         | 2              |              |       | 6       |           |                |         |           | 12       |          |        | 1         |         |           |        |         | 7        | 4          |         |          |         |        |          |          |          |          |         |         | 2        | 2         |         |         |               |
| Tävlande            | Albanien            | 57         | 35        |        |       | 2          |          | 12    |         |                |              |       |         |           |                |         |           |          |          |        |           |         |           |        |         |          |            |         |          |         |        |          |          |          |          |         | 7       |          |           |         |         | 1             |
| Tävlande            | Israel              | 93         | 20        |        | 6     |            |          |       |         | 8              |              | 8     | 3       |           | 6              | 4       | 1         |          |          |        |           | 2       | 3         |        |         |          |            |         |          | 7       |        |          | 5        |          |          | 1       | 1       | 5        | 5         | 4       |         | 4             |
| Tävlande            | Belgien             | 74         | 3         | 6      | 3     |            |          |       |         |                | 3            |       |         |           | 1              | 5       | 6         | 3        |          | 3      |           |         |           | 4      |         |          |            |         | 5        | 6       |        |          |          | 3        |          | 7       |         | 3        | 6         | 1       |         | 6             |
| Tävlande            | Ryssland            | 204        | 100       | 7      | 1     |            |          |       |         | 1              | 12           |       |         |           |                |         | 8         | 2        | 1        |        | 10        |         |           | 6      | 7       | 2        | 1          | 4       | 10       |         | 2      |          | 4        | 2        |          |         |         |          | 10        | 3       | 3       | 8             |
| Tävlande            | Malta               | 255        | 47        | 5      | 4     | 7          | 8        |       | 1       | 5              | 7            | 12    | 8       | 4         |                | 7       | 5         | 6        | 2        | 10     | 7         |         | 5         | 10     | 5       | 8        | 12         | 1       | 4        | 5       | 1      | 12       | 3        | 7        | 1        | 3       | 4       | 4        |           | 12      | 6       | 7             |
| Tävlande            | Portugal            | 153        | 27        |        | 8     |            |          | 7     | 5       |                | 2            |       | 5       | 7         | 7              | 6       |           |          |          |        | 2         | 5       | 6         | 1      | 1       |          |            |         |          | 2       | 10     | 10       | 1        | 12       | 8        | 6       |         |          | 8         |         | 7       |               |
| Tävlande            | Serbien             | 102        | 82        |        |       |            | 1        |       |         | 12             |              |       |         |           |                |         |           |          |          |        |           |         |           |        |         |          |            |         |          |         |        |          | 7        |          |          |         |         |          |           |         |         |               |
| Tävlande            | Storbritannien      | 0          | 0         |        |       |            |          |       |         |                |              |       |         |           |                |         |           |          |          |        |           |         |           |        |         |          |            |         |          |         |        |          |          |          |          |         |         |          |           |         |         |               |
| Tävlande            | Grekland            | 170        | 79        |        |       | 8          | 6        | 6     |         |                | 10           | 1     | 1       |           |                |         | 3         |          |          |        | 8         | 3       | 8         | 12     |         |          |            | 2       |          |         | 4      |          |          |          |          |         |         | 7        | 12        |         |         |               |
| Tävlande            | Schweiz             | 432        | 165       | 12     | 7     | 4          | 12       | 10    | 12      | 6              |              | 7     | 10      | 10        | 8              |         | 7         |          | 12       | 5      | 3         | 1       |           | 2      | 12      | 10       | 10         | 12      | 7        | 8       | 12     | 7        | 8        | 5        | 10       | 8       | 12      | 1        | 7         | 5       |         | 5             |
| Tävlande            | Island              | 378        | 180       |        | 10    |            |          |       | 8       | 4              |              | 2     | 7       | 12        | 10             | 8       | 10        |          | 10       | 8      | 5         | 7       |           |        | 3       | 3        | 8          | 8       | 8        | 4       |        |          | 10       | 8        | 6        | 4       | 10      |          | 3         | 7       | 5       | 10            |
| Tävlande            | Spanien             | 6          | 0         |        |       |            |          |       |         |                |              |       |         |           | 2              |         |           |          |          |        |           |         | 4         |        |         |          |            |         |          |         |        |          |          |          |          |         |         |          |           |         |         |               |
| Tävlande            | Moldavien           | 115        | 62        |        |       | 5          |          |       |         |                | 8            |       |         |           |                |         |           | 10       |          |        |           |         | 12        |        |         |          |            |         |          |         |        | 6        |          |          |          |         |         | 12       |           |         |         |               |
| Tävlande            | Tyskland            | 3          | 0         |        |       |            |          |       |         |                |              |       |         | 2         |                |         |           |          |          |        |           |         |           |        |         |          |            |         |          |         |        | 1        |          |          |          |         |         |          |           |         |         |               |
| Tävlande            | Finland             | 301        | 218       |        | 2     | 1          | 3        | 2     | 7       |                |              |       |         | 1         | 4              | 10      | 4         |          | 4        |        |           | 10      | 1         | 3      | 8       |          |            |         |          |         | 5      | 8        |          | 1        |          |         | 8       |          |           |         | 1       |               |
| Tävlande            | Bulgarien           | 170        | 30        | 1      |       | 3          |          |       | 6       |                | 1            | 6     | 4       | 5         | 5              |         |           | 8        | 5        | 1      | 12        | 6       |           | 5      | 6       |          | 2          | 10      | 12       |         | 8      | 2        |          | 4        | 4        | 2       | 6       | 6        |           |         | 10      |               |
| Tävlande            | Litauen             | 220        | 165       | 10     |       | 6          |          |       | 2       |                |              |       | 2       |           |                | 12      |           |          | 6        | 4      |           |         |           |        |         | 1        |            | 3       |          |         |        |          | 2        |          | 3        |         |         |          |           |         | 4       |               |
| Tävlande            | Ukraina             | 364        | 267       | 4      |       |            |          | 5     | 4       |                | 6            | 3     |         |           |                | 1       |           | 1        | 7        | 6      |           |         |           |        | 10      | 5        | 5          |         | 2        |         | 3      | 5        |          |          | 7        | 12      |         |          |           | 8       |         | 3             |
| Tävlande            | Frankrike           | 499        | 251       | 8      |       | 12         | 10       | 3     | 10      | 7              | 4            | 4     | 12      | 8         | 12             | 3       | 2         | 5        | 3        | 12     | 4         | 12      | 7         | 7      |         | 12       | 7          | 7       | 6        | 10      | 6      | 4        | 6        | 10       |          | 5       |         |          |           | 6       | 12      | 12            |
| Tävlande            | Azerbajdzjan        | 65         | 33        | 2      |       |            | 2        |       |         |                |              |       |         |           |                |         |           |          |          | 2      | 6         |         |           |        |         |          |            |         |          | 3       |        |          |          |          | 5        |         |         | 8        |           |         | 2       | 2             |
| Tävlande            | Norge               | 75         | 60        |        |       |            |          |       |         |                |              |       |         |           |                | 2       |           |          |          | 7      |           |         |           |        |         |          |            |         |          | 1       |        |          |          |          |          |         | 3       |          |           | 2       |         |               |
| Tävlande            | Nederländerna       | 11         | 0         |        |       |            |          |       |         |                |              |       |         | 3         |                |         |           |          |          |        |           |         | 2         |        |         |          | 3          |         | 1        |         |        |          |          |          | 2        |         |         |          |           |         |         |               |
| Tävlande            | Italien             | 524        | 318       |        | 5     | 10         | 4        |       | 3       | 10             |              | 5     |         | 6         |                |         | 12        | 4        | 8        |        |           | 8       | 10        | 8      | 2       | 6        | 6          | 6       | 3        | 12      | 7      | 3        | 12       | 6        | 12       | 10      |         | 10       |           | 10      | 8       |               |
| Tävlande            | Sverige             | 109        | 63        |        |       |            |          | 8     |         | 3              | 5            | 10    |         |           |                |         |           |          |          |        |           | 4       |           |        | 4       | 4        |            | 5       |          |         |        |          |          |          |          |         | 2       |          | 1         |         |         |               |
| Tävlande            | San Marino          | 50         | 13        |        | 12    |            | 5        | 1     |         |                |              |       |         |           | 3              |         |           | 7        |          |        |           |         |           |        |         |          |            |         |          |         |        |          |          |          |          |         | 5       |          | 4         |         |         |               |

| 100% Tele 100% Jury | 100% Tele 100% Jury | Totalpoäng | Jurypoäng | Israel | Polen | San Marino | Albanien | Malta | Estland | Nordmakedonien | Azerbajdzjan | Norge | Spanien | Österrike | Storbritannien | Italien | Slovenien | Grekland | Lettland | Irland | Moldavien | Serbien | Bulgarien | Cypern | Belgien | Tyskland | Australien | Finland | Portugal | Ukraina | Island | Rumänien | Kroatien | Tjeckien | Georgien | Litauen | Danmark | Ryssland | Frankrike | Sverige | Schweiz | Nederländerna |
| 100% Tele 100% Jury | 100% Tele 100% Jury |            |           |        |       |            |          |       |         |                |              |       |         |           |                |         |           |          |          |        |           |         |           |        |         |          |            |         |          |         |        |          |          |          |          |         |         |          |           |         |         |               |
| Tävlande            | Cypern              | 94         | 50        |        |       | 8          | 2        | 2     |         | 6              |              |       |         |           |                |         |           | 12       |          |        |           | 2       |           |        |         |          |            |         |          |         |        |          |          |          |          |         |         | 12       |           |         |         |               |
| Tävlande            | Albanien            | 57         | 22        |        |       |            |          |       |         | 10             |              |       |         |           |                | 10      |           | 7        |          |        |           |         |           |        |         |          |            |         |          |         |        |          | 1        |          |          |         |         |          |           |         | 7       |               |
| Tävlande            | Israel              | 93         | 73        |        |       |            |          |       |         |                | 12           |       |         |           |                |         |           |          |          |        |           |         |           | 2      |         |          |            |         |          |         |        | 1        |          |          |          |         |         |          | 5         |         |         |               |
| Tävlande            | Belgien             | 74         | 71        |        |       |            |          |       |         |                |              |       |         |           |                |         |           |          |          |        |           |         |           |        |         |          |            |         |          | 1       |        |          |          |          |          | 2       |         |          |           |         |         |               |
| Tävlande            | Ryssland            | 204        | 104       | 10     | 2     | 1          |          |       | 6       | 1              | 6            |       |         |           |                | 7       | 1         | 1        | 10       |        | 12        | 6       | 7         | 3      |         | 5        |            | 1       | 1        | 4       |        |          | 3        | 5        | 4        | 4       |         |          |           |         |         |               |
| Tävlande            | Malta               | 255        | 208       | 5      |       |            |          |       |         |                |              | 3     | 3       | 2         | 6              |         |           | 3        |          | 4      |           |         |           | 1      | 2       |          | 8          |         |          |         | 3      | 2        |          |          |          |         | 2       |          |           | 2       |         | 1             |
| Tävlande            | Portugal            | 153        | 126       |        |       |            |          |       |         |                |              |       | 1       |           |                |         |           |          |          | 2      |           |         |           |        |         |          |            |         |          |         | 2      |          |          |          |          |         |         |          | 8         |         | 8       | 6             |
| Tävlande            | Serbien             | 102        | 20        |        |       |            |          | 4     |         | 12             |              |       |         | 12        |                | 4       | 12        |          |          |        |           |         | 5         |        |         | 3        | 2          |         |          |         |        |          | 12       |          |          |         |         |          | 3         | 1       | 12      |               |
| Tävlande            | Storbritannien      | 0          | 0         |        |       |            |          |       |         |                |              |       |         |           |                |         |           |          |          |        |           |         |           |        |         |          |            |         |          |         |        |          |          |          |          |         |         |          |           |         |         |               |
| Tävlande            | Grekland            | 170        | 91        |        |       | 7          | 8        |       |         |                |              |       |         |           |                |         | 8         |          |          |        | 7         | 3       | 2         | 12     |         |          |            |         | 2        |         |        |          |          | 8        | 12       |         |         |          |           |         |         | 10            |
| Tävlande            | Schweiz             | 432        | 267       | 6      | 7     | 3          | 12       |       | 2       | 7              | 4            | 2     | 7       | 5         | 1              |         | 5         | 4        | 4        | 3      | 4         | 1       | 3         |        | 4       | 2        | 5          | 7       | 6        | 7       | 6      | 5        | 5        | 3        |          | 6       | 6       | 5        | 6         | 5       |         | 7             |
| Tävlande            | Island              | 378        | 198       | 1      | 8     |            |          | 5     | 3       |                |              | 10    | 5       | 10        | 10             | 6       | 3         |          | 5        | 10     |           | 5       |           |        | 5       | 6        | 12         | 12      | 3        | 6       |        |          | 4        | 7        | 1        | 3       | 12      | 1        | 4         | 10      | 5       | 8             |
| Tävlande            | Spanien             | 6          | 6         |        |       |            |          |       |         |                |              |       |         |           |                |         |           |          |          |        |           |         |           |        |         |          |            |         |          |         |        |          |          |          |          |         |         |          |           |         |         |               |
| Tävlande            | Moldavien           | 115        | 53        |        |       | 6          | 7        |       |         |                | 1            |       |         |           |                | 2       |           |          |          |        |           |         |           |        |         |          |            | 2       | 8        |         |        | 12       |          | 12       | 2        |         |         | 3        | 7         |         |         |               |
| Tävlande            | Tyskland            | 3          | 3         |        |       |            |          |       |         |                |              |       |         |           |                |         |           |          |          |        |           |         |           |        |         |          |            |         |          |         |        |          |          |          |          |         |         |          |           |         |         |               |
| Tävlande            | Finland             | 301        | 83        | 4      | 6     | 4          | 3        | 7     | 12      | 2              | 5            | 6     | 2       | 4         | 7              | 8       | 4         | 6        | 8        | 5      | 5         | 7       | 8         | 4      | 6       | 8        | 3          |         | 5        | 8       | 12     | 6        | 6        | 4        |          | 7       | 7       | 8        | 1         | 12      | 4       | 4             |
| Tävlande            | Bulgarien           | 170        | 140       |        |       | 2          | 5        |       |         |                |              |       | 8       |           | 8              |         |           |          |          |        |           |         |           | 7      |         |          |            |         |          |         |        |          |          |          |          |         |         |          |           |         |         |               |
| Tävlande            | Litauen             | 220        | 55        | 3      | 4     |            |          | 6     | 10      |                |              | 12    | 4       | 3         | 12             | 5       |           |          | 12       | 12     | 2         |         |           | 5      | 7       | 12       | 6          | 5       |          | 10      | 4      | 3        |          | 1        | 10       |         | 4       | 2        |           | 7       | 1       | 3             |
| Tävlande            | Ukraina             | 364        | 97        | 12     | 12    | 5          | 4        | 1     | 5       | 4              | 8            | 5     | 6       | 7         | 4              | 12      | 7         | 5        | 6        | 8      | 10        | 8       | 6         | 6      | 10      | 4        | 10         | 10      | 10       |         | 8      | 7        | 8        | 10       | 6        | 12      | 1       | 7        | 12        | 4       | 2       | 5             |
| Tävlande            | Frankrike           | 499        | 248       | 8      | 5     | 10         | 6        | 3     | 7       | 5              | 2            | 4     | 12      | 6         | 5              | 1       | 6         | 8        | 3        | 7      | 6         | 10      | 10        | 8      | 12      | 10       | 4          | 6       | 12       | 5       | 7      | 8        | 7        | 2        | 5        | 8       | 3       | 6        |           | 6       | 6       | 12            |
| Tävlande            | Azerbajdzjan        | 65         | 32        | 2      |       |            |          |       |         | 3              |              | 1     |         |           |                |         |           | 2        |          |        | 1         | 4       | 4         |        |         |          |            |         |          | 3       |        | 4        | 2        |          | 3        |         |         | 4        |           |         |         |               |
| Tävlande            | Norge               | 75         | 15        |        | 3     |            |          | 10    | 4       |                | 7            |       |         | 1         | 2              |         | 2         |          | 2        |        |           |         |           |        | 1       | 1        | 1          | 4       |          |         | 1      |          |          |          |          | 5       | 8       |          |           | 8       |         |               |
| Tävlande            | Nederländerna       | 11         | 11        |        |       |            |          |       |         |                |              |       |         |           |                |         |           |          |          |        |           |         |           |        |         |          |            |         |          |         |        |          |          |          |          |         |         |          |           |         |         |               |
| Tävlande            | Italien             | 524        | 206       | 7      | 10    | 12         | 10       | 12    | 8       | 8              | 10           | 7     | 10      | 8         | 3              |         | 10        | 10       | 7        | 6      | 8         | 12      | 12        | 10     | 8       | 7        | 7          | 8       | 7        | 12      | 5      | 10       | 10       | 6        | 8        | 10      | 5       | 10       | 10        | 3       | 10      | 2             |
| Tävlande            | Sverige             | 109        | 46        |        | 1     |            | 1        | 8     | 1       |                |              | 8     |         |           |                |         |           |          | 1        | 1      | 3         |         | 1         |        | 3       |          |            | 3       | 4        | 2       | 10     |          |          |          |          | 1       | 10      |          | 2         |         | 3       |               |
| Tävlande            | San Marino          | 50         | 37        |        |       |            |          |       |         |                | 3            |       |         |           |                | 3       |           |          |          |        |           |         |           |        |         |          |            |         |          |         |        |          |          |          | 7        |         |         |          |           |         |         |               |

#### Poängutdelare i finalen
| Nr | Land           | Poängutdelare        |
| -- | -------------- | -------------------- |
| 1  | Israel         | Lucy Ayoub           |
| 2  | Polen          | Ida Nowakowska       |
| 3  | San Marino     | Monica Fabbri        |
| 4  | Albanien       | Andri Xhahu          |
| 5  | Malta          | Stephanie Spiteri    |
| 6  | Estland        | Sissi                |
| 7  | Nordmakedonien | Vane Markoski        |
| 8  | Azerbajdzjan   | Ell & Nikki          |
| 9  | Norge          | Silje Skjemstad Cruz |
| 10 | Spanien        | Nieves Álvarez       |
| 11 | Österrike      | Philipp Hansa        |
| 12 | Storbritannien | Amanda Holden        |
| 13 | Italien        | Carolina Di Domenico |
| 14 | Slovenien      | Lorella Flego        |
| 15 | Grekland       | Manolis Gkinis       |
| 16 | Lettland       | Aminata Savadogo     |
| 17 | Irland         | Ryan O'Shaughnessy   |
| 18 | Moldavien      | Sergey Stepanov      |
| 19 | Serbien        | Dragana Kosjerina    |
| 20 | Bulgarien      | Joanna Dragneva      |

| Nr | Land          | Poängutdelare        |
| -- | ------------- | -------------------- |
| 21 | Cypern        | Loukas Hamatsos      |
| 22 | Belgien       | Danira Boukhriss     |
| 23 | Tyskland      | Barbara Schöneberger |
| 24 | Australien    | Joel Creasey         |
| 25 | Finland       | Katri Norrlin        |
| 26 | Portugal      | Elisa Silva          |
| 27 | Ukraina       | Tayanna              |
| 28 | Island        | Hannes Óli Ágústsson |
| 29 | Rumänien      | Cătălina Ponor       |
| 30 | Kroatien      | Ivan Dorian Molnar   |
| 31 | Tjeckien      | Taťána Kuchařová     |
| 32 | Georgien      | Oto Nemsadze         |
| 33 | Litauen       | Andrius Mamontovas   |
| 34 | Danmark       | Tina Müller          |
| 35 | Ryssland      | Polina Gagarina      |
| 36 | Frankrike     | Carla Lazzari        |
| 37 | Sverige       | Carola Häggkvist     |
| 38 | Schweiz       | Angélique Beldner    |
| 39 | Nederländerna | Romy Monteiro        |

## Produktionen
Eurovision Song Contest 2021 är en samarbetsproduktion mellan tre holländska TV-bolag; AVROTROS, Nederlandse Omroep Stichting (NOS) och Nederlandse Publieke Omroep (NPO) som har tre olika roller inom produktionen.

## Anteckningar
1. ↑  på uppdrag av ARD.